# 未來的未來
《未來的未來》（日语：未来のミライ）是一部2018年的日本動畫長片，由細田守編劇和執導，東寶發行。本作是細田守自《怪物的孩子》後所執導的第5部原創動畫作品，也是他繼《跳躍吧！時空少女》後第2部有關時間旅行的作品，描述4歲的男孩太田訓因為妹妹未來的誕生造成他心理上的不平衡，偶然在自家後花園遇見化成人形的愛犬和來自未來時間點的妹妹，展開穿梭不同時間點的旅程。海報宣傳標語為「我與未來相遇了（日语：ボクは未来に出会った）」。
細田守接受採訪時表示，作品的靈感源自於他的女兒誕生後，他從觀察兒子因為妹妹出生延伸的心理變化所獲得的感想。本作是細田守首篇獨立編劇的動畫電影，製作時主要採取手繪動畫，人物設計和劇情取材參考自己的家庭和妻子家族成員的經歷，故事中的主要現實世界舞台則設定於神奈川縣橫濱市磯子區。作品共耗時3年完成。
本作上映後成為首部代表日本入圍奧斯卡，由吉卜力以外的工作室所製作的動畫長片，同時是首部入圍金球獎最佳動畫的日本動畫電影。入圍第71屆坎城影展導演雙週，並入選安錫國際動畫影展，與2019年美國金球獎最佳動畫、奧斯卡金像獎最佳動畫片。在第46屆安妮獎的兩項提名裡獲頒安妮獎最佳獨立製作動畫長片獎。然而日本國內對本作的評價呈現兩極化，其票房表現亦為地圖工作室創始以來的低點。媒體和影評家主要稱讚作品的極簡風格、情感溫度，但批評編劇和角色設定難讓人共情的問題，也有評論指稱為主角配音的聲演人員表現和角色形象不符、主角居家環境設計對幼兒不利的意見。海外地區則趨向讚賞作品裡的細膩視角與情感描寫。
同名小說由細田守撰寫，2018年6月15日發行日文版，繁體中文版於2018年7月7日發行。延伸作品尚有繪本系列。

## 劇情大綱
故事的開頭片段，搭配歌曲《未來的主題》做為配樂，交代著太田夫妻搬進位於日本神奈川縣橫濱市磯子區的新居後的生活：兩者適應新生活、收養年幼的臘腸犬、妻子懷孕產下長子、一家人居住的房子完成改裝工程，變成截然不同的格局。
主角太田訓是個四歲的小男孩，同時是太田夫妻的長子，他的父親太田是建築師，母親太田由美是職業婦女，一家人居住在由父親親手設計的房子。小訓經常玩著他心愛的電車模型並和他的父母、家中的寵物臘腸犬小悠過著快樂的日子。小訓四歲時妹妹「未來」出生，他剛開始對自己要當哥哥感到很高興，但是在發現父母把注意力都放在妹妹未來的身上時，就對此感到不悅，不但想拿玩具電車來打妹妹，藉以表示不承認自己是未來的哥哥，還不斷對父母發脾氣結果被斥責一頓。之後母親由美返回工作崗位，父親則在家工作並負責家務。小訓在發洩完自己的怒氣後走到房子的花園，發現花園轉變成古老的西式建築，他在那裏遇見自稱房子的「王子」的陌生男子，男子哭訴著自己在小訓來之後就失去由父母對自己的關注，小訓發現男子的身後有尾巴後，這讓他發現該名陌生男子其實是小悠。小訓在取得男子的尾巴之後變成小悠，並向自己的父母轉述小悠的抱怨和心聲。
女兒節來臨，家裡設立好傳統人形娃娃，但在節日過去後父母沒有把娃娃收好，在小訓再次為父母將注意力放在妹妹身上感到不悅時，他故意將一些餅乾放在妹妹的臉上，稍後他再次走向房子的花園，發現週圍環境變成了一座大型的室內花園，他沿路撿拾地面指向花園深處的餅乾，遇見自稱未來的女中學生，並透過她右手的胎記確認身分。未來對娃娃沒收好感到很擔心，向小訓解釋她聽到女兒節的傳統中「女兒節娃娃晚收一天，則女兒會晚結婚一年」的傳說會讓自己晚婚，才會為此回到過去，由於兄妹倆的母親由美曾經交代兄妹倆的父親協助收好娃娃、但是後者選擇優先處理工作而置之不理，最終未來和小訓以及化成人形的小悠一起協力收好娃娃。
當小訓的外祖母拜訪小訓時，母親由美翻開家族相簿，給小訓看自己從結婚成家至小時候的照片，但小訓還是亂扔玩具來表達自己的怒氣，甚至用蠟筆在圖畫紙上畫出變成惡鬼的母親宣洩不滿。稍後他再次到花園時，週圍環境變成了一群阿氏霓虹脂鯉群游的水下世界，小訓被中學時期的未來糾正他對待母親的態度，誤認自己不被喜愛而傷心大哭，並被傳送到數十年前，他在那裏遇見一名小女孩，認出這是他小時候的母親由美。由美因為自己的外祖母（小訓的曾外祖母）拒絕讓自己養貓而生氣。她和小訓玩得不亦樂乎，他們回到家後把家裡弄得亂七八糟。結果由美被回到家的母親(小訓的外祖母)給斥責一番。小訓回到自己的時代後稍微能夠同理母親的心情，但他還是無法放下對妹妹的心結。
某天，小訓得到一輛有輔助輪的自行車當禮物，但他在公園裡看到其他孩子騎著沒有輔助輪的自行車時要求父親拆掉輔助輪，雖然有父親的不斷協助，但他還是無法學會騎車。小訓懷抱著憋屈的心情，回到家裡的花園後進入數十年前的一個農村，他在那裏遇見一個修理摩托車維生、右腿不良於行的青年，青年把他帶上馬匹然後騎馬帶他一同奔馳，之後則騎上摩托車，小訓在青年的指導下克服恐懼。他回到自己的時代後運用這些經驗學會騎自行車，之後小訓再次翻閱家族相簿期間，在照片裡發現青年的身影，經由母親說明，得知自己遇見的青年，其實是年輕時的曾外祖父。
這天，小訓一家人決定出發旅行，小訓因為不能穿上自己心愛的黃色褲子而發脾氣（因為黃色褲子正在洗而不得不穿藍色褲子），所以跑去躲起來，在他出來後發現家人都離開。小訓在他到花園後找到火車站（磯子站），有一名少年警告他不要搭上火車，但小訓不聽少年的勸告就搭上通往東京車站的火車。小訓對孤身一人感到恐慌之際來到失物招領處，小訓為了找到父母必須先跟迷失招領的站務機器人報上他父母的名字，但是小訓完全不知道父母的名字。迷失招領的站務機器服務員告知小訓，如果沒有任何人來接他就會被列車帶到孤獨之國。小訓發現他妹妹未來即將登上通往孤獨之國的列車，趕緊把未來給帶下來並宣告自己就是未來的哥哥。中學時期的未來把小訓帶離車站回到他們家花園的樹上。這棵樹記載整個家族的歷史，同時小訓也得知車站的少年其實是長大後的自己。在小訓閱覽這段歷史後回到自己的時代後，中學時期的未來向小訓道別，他終於放下對妹妹未來的不滿的心結，之後小訓與他的妹妹未來、寵物狗小悠以及他們的父母出門旅行。

## 登場角色
小訓
聲優：上白石萌歌（日本）；李昀晴（台灣）；楊婉潼（香港）
本作的男主角，全名太田訓（／），4歲的男孩。在太田夫妻結婚的第六年的九月誕生。個性自我中心，富好奇心和行動力，喜愛電車。因為不滿雙親在妹妹出生後將注意力轉移在她的身上，自此產生負面的情緒和想法，甚至多度和妹妹作對。偶然間在自家花園遇見人形化的小悠和穿越時空從未來抵達現在的未來，察覺自己能透過自家庭院的黑櫟樹穿越至不同的時空，由此展開一段理解家族歷史的冒險旅程，也慢慢的體會雙親的心情學會放下對妹妹的心結。在未來的時間點是名高中生。
未來
聲優：黑木華、本渡楓（嬰兒時期）（日本）；黃玉奇（台灣）；石梓晴（香港）
本作的核心女主角，全名太田未來（／），小訓的妹妹。特徵是橙色的短髮（未來時間點則是黑髮）與右手的紫色胎記。故事開始時在太田夫妻結婚的第十年誕生，於接近聖誕節的下雪天正式被接回家裡，獲得家族長輩關愛的同時引發了小訓的身分認同危機。在未来的時間點是名個性富朝氣的中學生（小訓稱作「未來的未來」），可透過庭院的黑櫟樹穿越時空，但不能在同樣的時空同時存在該時間線和未來時期的自己。在女兒節時以未來時間點的姿態出現小訓的面前，對雙親沒有收拾好女兒節娃娃時因聽說「女兒節娃娃晚收一天，則女兒會晚結婚一年」的傳說會讓自己晚婚感到擔心，因此回到過去的時間點請求小訓協助收拾娃娃，此後作為引導小訓穿越時空理解家族背景讓他學會放下心結的關鍵角色。
故事後期以嬰兒時期的模樣，出現在未來時空的新幹線車站，險些搭上通往孤獨之國的列車時觸發小訓的危機意識，最終由於小訓承認自己與未來的兄妹關係，以未來時間點的姿態將小訓救回原本的時間點。事件落幕後未來時間點的未來返回未來時空，現代時間點的未來偕同父母、小訓、小悠展開家庭旅行。
爸爸
聲優：星野源（日本）；吳愷笛（台灣）；李安邦（香港）
小訓和未來的父親，故事開始時原任職於建築公司，為了育兒成為在家工作接案兼負責家務的建築師。喜愛獨處，個性富創造力且習慣依照自己的步調行事，但有著固執和缺乏協調性的一面。兒時因為體質虛弱，為了學會騎乘腳踏車而努力練習，成年後由於某次接受由美的採訪，以此機緣開始和她交往、結婚成家，在孩子接連誕生後開始學習操持家務，但由於對家務不甚熟稔而狀況百出。後由於帶著小訓在公園學習腳踏車，成為小訓接觸曾外祖父的契機，最終偕同由美帶領小訓、未來、小悠展開家庭旅行。
媽媽
聲優：麻生久美子、雜賀櫻（少女）（日本）；張雅婕（台灣）；魏惠娥、顧詠雪（少女）（香港）
本名太田由美（おおた ゆみ）小訓和未來的母親，任職於綜合出版社編輯部，在工作和育兒間兩頭燒的職業婦女。個性認真富責任感，但有完美主義和神經質多慮的一面。鄉下地區出身，兒時活潑好動，個性強勢但不擅長清理環境，曾因為向外婆（小訓的曾外祖母）要求養貓被拒絕感到生氣，直至發現被野貓襲擊受傷的燕子後變得討厭貓，經歷學生時期和大學畢業成為社會人士後，因為工作採訪邂逅小訓和未來的父親，以此機緣交往結婚。
故事開頭因為生產暫住婦產科醫院休養，連同未來於接近聖誕節的下雪天正式被丈夫接回家裡。察覺小訓對妹妹未來的不滿嘗試開導他放下心結。小訓穿越時空期間曾和兒時的由美在家裡大玩一場，但也因為將家中環境弄亂造成由美被返家的外祖母給斥責一番。故事尾聲時與丈夫帶領小訓、未來、小悠展開家庭旅行。
劇中，她有一個小一歲的弟弟名叫翔一（しょういち），僅在太田家的相簿裡短暫露面，兒時不擅讀書且個性愛哭，在故事開始前已經結婚成家。
小悠／神秘男子
聲優：吉原光夫（日本）；鄒韋（台灣）；何偉誠（香港）
小訓家裡飼養的臘腸犬，以人型姿態現身時是個蓄著半長髮和鬍渣的男子（只有小訓和中學時期的未來能看見此型態），任何取下並配戴其尾巴的對象會變成狗。原本與母親共同生活，後來與母親分離，被小訓的父母從寵物店買下領養，成為太田家的一份子，但後來因為小訓出生認為自己不再是家裡的重心感到寂寞。經由小訓協助轉達心聲如願嚐到較好的食物後，也居間幫助小訓和未來收拾女兒節的娃娃。
外祖父
聲優：役所廣司（日本）；鄒韋（台灣）；陳健豪（香港）
小訓和未來的外祖父，在未來出生後，與外祖母拜訪太田家。有位名叫大和（やまと）的弟弟（小訓和未來的叔外祖父）。
外祖母
聲優：宮崎美子（日本）；邱佩轝（台灣）；莊巧兒（香港）
小訓和未來的外祖母，年輕時嚴格對待由美。對於女婿（小訓與未來的父親）設計居家的格局不甚認同。在由美生下未來待在醫院期間，幫忙夫妻倆照顧小訓與小悠，後和丈夫再度拜訪太田家，與由美相談期間提及後者的改變。
曾外祖父／青年
聲優：福山雅治（日本）；張敦喻（台灣）；陳健豪（香港）
小訓穿越時空抵達數十年前期間，偶遇的修理摩托車的青年，其實是小訓和未來的曾外祖父。已於故事開始的前一年春天過世。年輕時期曾參與戰爭製造戰鬥機引擎，被分配至特攻船隊，第二次世界大戰期間由於搭乘的船隻遭襲擊翻覆而傷及右腿，導致右腿不良於行。離開軍隊後任職於摩托車公司，憑藉修理摩托車維生，在池田醫院邂逅曾外祖母並對她一見鍾情，接受後者提出的賽跑挑戰獲勝後與曾外祖母交往結婚的條件。在小訓穿越時空與他見面期間親自帶著小訓參與騎乘馬匹和摩托車的體驗，小訓返回現代後也運用這些經驗學會騎乘腳踏車。
最初小訓的家人認為兩者求婚的經過僅是傳聞，直至小訓經由未來帶領返回所屬時代期間，看見家族史的記憶片段，才證明這段經歷屬實。
曾外祖母／惠
聲優：真田麻美（日本）
小訓和未來的曾外祖母，本名「惠」。故事開始時待在醫院休養，對動物過敏。年輕時期曾任護士，在池田醫院門口向曾外祖父提出賽跑比賽，但在中途刻意放水停下腳步，讓曾外祖父贏過她後接受對方的求婚。
男高中生
聲優：畠中祐（日本）；吳愷笛（台灣）
未來時間點成為高中生的小訓，個性相較幼年時期來得淡漠，與未來的未來同樣能穿越時間旅行。在小訓穿越到未來的時間點期間，指出小訓為了褲子的問題和家人鬧彆扭的行為不當，提醒小訓不可以搭上火車。後來在小訓與未來的未來返回現在時間點前，暫時留守在太田家等候兩者歸來，事件落幕後偕同未來的未來回歸未來時間點。
失物招領處的機器人
聲優：神田松之丞（日本）；張敦喻（台灣）
未來時間點待在新幹線車站的駐站機器人，遇見單獨行動的兒童會詢問對方有關家人的姓名資訊（但不包含寵物），但會將無法回答的兒童遣送上通往孤獨之國的列車。小訓曾因為無法向它回答父母的姓名、報出寵物名字無法奏效的狀況而受困車站，直至說明自己是未來兄長的身份，才被未來救回原本的時間點。

## 製作

### 源起
該片是細田守自《怪物的孩子》之後，所執導的第5部原創動畫作品。故事源於導演細田守的親身經歷，細田守的前作《怪物的孩子》於2015年公映後，女兒亦於該年末誕生，他的兒子因妹妹出生而感到失寵，但後來細田守的兒子在某天睡醒後，告訴細田守自己在睡夢中與未來時間點的妹妹相遇成為好朋友，因而獲得靈感製作關於孩子學習家族歷史、還有通過學習歷史學會如何愛他的妹妹的故事。細田守拜訪參與本片製作的足利雄一家裡期間，剛好看見身為足利兒女的姊弟倆發生激烈爭執，其中年長的姐姐同樣處於4歲的年紀，細田守尋求足利的意見後，決定用第三人稱視角描繪這個故事。當細田守的妻子和兒子去看這部電影時，兒子也没意會到主角就是自己，還羡慕小訓有很多鐵路模型可以砌，忘了自己天天都這樣砌。
細田守在接受媒體的訪談中稱道，這部電影除了是獻給自己的兒女以外，同時是對2018年4月逝世的高畑勳導演致上的最高敬意，原因是細田守自兒時深受高畑勳《螢火蟲之墓》、《紅髮安妮》等作品啟發，立定成為動畫導演的志向，更在出道後獲得高畑勳的提拔、看見高畑勳利用動畫細膩描寫家人或親近的人的手法，原先細田守有意讓高畑勳親自觀賞這部作品，但由於高畑勳逝世而未能如願。細田守論及高畑勳時稱「利用動畫細膩描寫家人或親近的人，是從高畑勳導演開始的，他是令人尊敬的前輩，也是好對手。」、「原本以為新作也能請高畑勲導演看看的，有痛失知己的寂寥感。」、「稱不上是繼承者，但得接下他的接力棒。」。

### 設計
編劇方面，細田守此前在製作《跳躍吧！時空少女》、《夏日大作戰》、《狼的孩子雨和雪》時由奧寺佐渡子擔綱主要編劇，但在製作《怪物的孩子》時改成細田守負責主要編劇、奧寺佐渡子輔助檢視修編。本次是細田守首度未和奧寺佐渡子合作，由細田守獨立執筆劇本的作品。細田守稱道，他認為以人生經驗出發的故事，還是自己執筆最貼切，由於《狼的孩子雨和雪》《怪物的孩子》與《未來的未來》分別與他的父母及2個孩子有關，稱這類題材若交給別人執筆較搔不到癢處，所以這類題材較傾向獨力編劇，他在訪談裡提及與奧寺佐渡子合作進行《狼的孩子雨和雪》編劇期間，由於中途發現劇本有點不太對，在編劇後期傾向自己參與居多。
製作本片時，細田守分別參考台灣導演楊德昌的電影作品《一一》、兒子在日常生活的行為與家人的互動、妻子家族的經驗設計故事和角色，為了方便捕捉幼兒的動作神韻和生活，細田守在製作本片期間帶著兒子和女兒抵達地圖工作室，作為讓動畫師們參考繪製草稿和製作動畫的範例，還特別準備玩具等物件，讓孩子們在動畫師參考取材的期間放鬆心情。他在接受採訪時稱作品裡所描寫的生活瑣事、片段，對人們而言可能才是最本質的部分，同時認為人們從孩童成長為成人、學習當父母、再孕育後代教育小孩，這些共通經驗彼此連結，漸漸形成一種重複的迴圈，才凝縮形塑出了現代家庭的面貌，即便是家庭的日常，也能讓人們感受到自己其實是存在於這樣巨大歷史流變之中。
作品裡太田家飼養寵物狗的設定，源自細田守的親身經驗，細田守在台灣接受《遠見雜誌》採訪時表示，自己家裡飼養的狗曾經獲得很多關愛，但隨著兒子誕生也多少被冷落，女兒的誕生更影響了兒子的受寵程度，所以想要更探究那背後的逗趣，稱自己觀察到狗流露出寂寞的神情，但基於狗無法說出自己的情緒，想理解狗是否有想表達的事物，為此在電影裡設計讓家裡飼養的狗擬人化的部分。小訓曾祖父經歷戰爭的事件，是細田守取材自妻子的曾祖父的經歷描繪而成，細田守認為，描寫家族的歷史時很自然也無可避免地一定會碰到戰爭的部分，稱「用動畫來表現戰爭的悲慘，會顯得更加悲慘，在動畫中應該要用別種表現的方式」，但最終仍在作品裡增加戰爭事件的描寫。
細田守在製作本片圖像時採取手繪製圖，稱本片是他最後一部採用手繪的動畫電影。場景設計方面，細田守邀請建築師古尻誠協助設計太田一家的住屋，在接受採訪時稱使用花園作為通往另一個時間或世界的門戶的想法源自西方故事，主角會通過花園或院子了解他們的家庭，將故事主要發生的地點集中於房子和太田一家，則是強調整個家族的歷史元素。除此之外，他與繪本作家 tupera tupera構思設計片中的繪本、東京車站、失物招領處，同時為呈現未來的新幹線，特地請實際設計過新幹線的龜田芳高來繪製場景，他說明本片裡未來列車站的失物招領機器人設計靈感，源自兒時迷路經驗帶來的焦慮情緒。細田守為了場景取材至福生市地區期間，請教當地的自然觀察員，得知當地曾為日本軍隊的彈藥工廠被美軍佔領後，美軍在戰後徵收了這些土地但未加以管理，導致該地荒廢了七十三年，逐漸生成黑櫟樹林，遂採用黑櫟富生命力的特性，作為表達家庭乃至家族綿延不絕、跨越時間、跨越戰爭的生命力象徵，將其設置為太田一家庭院裡的樹木。
本作的故事舞台設定於神奈川縣横滨市裡，距離市中心較遠的磯子區和金澤區附近，細田守稱自己將故事主要舞台設定於橫濱，源自於橫濱因為和西方文化的接觸，不僅成為首批現代化的城市之一，而且是不斷變化的城市，正好呼應《未來的未來》講述關於家庭如何改變都始終保持自我的故事 。整部作品共耗時三年的時間才正式完工。

### 角色配音
配音人選方面，最初在聲優選拔中，上白石萌歌與先前曾參演《狼的孩子雨和雪》、《怪物的孩子》的黑木華分別飾演未來和小訓的角色，後來細田守讓上白石萌歌演出小訓的哭聲與狗的叫聲，認為上白石萌歌的聲音較符合小訓的形象，轉而安排上白石萌歌擔綱小訓的聲演人員，未來的角色則轉交給黑木華。母親的角色則在劇本階段，便決定由先前參演細田守的《狼的孩子雨和雪》與《怪物的孩子》、擁有同齡孩子的麻生久美子負責配音。星野源在本作出演父親的角色，細田守認為星野源的聲音體現了近在人們身邊的父親的形象，同時對於他能把「現代父親」的角色表現得如此精彩感到驚訝。小訓與未來的外祖父則由同為《怪物的孩子》班底的役所廣司飾演。

## 製作成員
- 原作、導演、劇本：細田守
- 作畫監督：青山浩行（日语：青山浩行）、秦綾子
- 美術監督：大森崇、高松洋平
- 音樂：高木正勝
- 主題曲和片尾曲：山下達郎
- 總製作：高橋望（日语：高橋望）
- 製作：齋藤優一郎（日语：齋藤優一郎）、伊藤卓哉、足立雄一、川村元氣
- 製作執行：池田大悟
- 副製作：伊藤整、櫛山慶、町田有也（日语：町田有也）、笠原周造
- 畫面設計：山下高明（日语：山下高明）
- 色彩設計：三笠修
- CG 總監：堀部亮
- 服裝設計：伊賀大介（日语：伊賀大介）
- 美術指導：上條安里、谷尻誠、tupera tupera、亀田芳高、小野令夫
- 編輯：西山茂
- 録音：小原吉男
- 音響效果：柴崎憲治
- 杜比音效顧問：河東努
- 音樂製作人：北原京子
- 選角導演： 増田悟司、今西榮介
- 上田方言教學： 真田麻美
- 發行：東寶
- 企畫・製作：Studio Chizu
- D.N. Dream Partners（日语：D.N.ドリームパートナーズ）、地圖工作室LLP共同事業（NTT DOCOMO、日本電視台、KADOKAWA、地圖工作室）
- 發行合作：東寶、讀賣電視台、VAP、電通、札幌電視台、宮城電視台、靜岡第一電視台、中京電視台、廣島電視台、福岡電視台、羅森、JR東日本企劃、華納音樂日本、LINE、讀賣新聞
- 解說旁白：山崎和佳奈

## 音樂
主題曲《未來的主題／歌聲列車》由日本創作歌手山下達郎製作演唱，於2018年7月11日發行。這是山下達郎繼《夏日大作戰》後，第二次為細田守創作電影的主題曲。這兩首歌曲皆收錄於山下達郎的單行曲專輯《未來的主題／歌聲列車》和《Softly》專輯。
電影的配樂方面，則由先前為《狼的孩子雨和雪》、《怪物的孩子》製作配樂的高木正勝協助操刀，同時是高木正勝第三度參與細田守動畫電影配樂譜寫。

### 原聲帶
2018年7月11日，WARNER MUSIC JAPAN發行《未來的未來》原聲帶（《Mirai - Original Soundtrack》（「未来のミライ」オリジナル・サウンドラック）），共計收錄22首曲子，皆為高木正勝創作編曲而成。
| 「Mirai」 Original Soundtrack | 「Mirai」 Original Soundtrack | 「Mirai」 Original Soundtrack |
| 曲序                          | 曲目                          | 时长                          |
| ----------------------------- | ----------------------------- | ----------------------------- |
| 1.                            | Sweet Spirit                  | 1:03                          |
| 2.                            | Petal                         | 1:20                          |
| 3.                            | New Style                     | 1:38                          |
| 4.                            | Little Entertainer            | 1:40                          |
| 5.                            | Anemone                       | 2:02                          |
| 6.                            | Dancing Anima                 | 2:04                          |
| 7.                            | Hora, Thello                  | 1:37                          |
| 8.                            | Tanana                        | 1:53                          |
| 9.                            | Acrobat of Architect          | 1:04                          |
| 10.                           | Inner Garden                  | 1:08                          |
| 11.                           | Flower Myth                   | 3:34                          |
| 12.                           | Waggle Dance                  | 2:32                          |
| 13.                           | Waggle Dance (reprise)        | 1:20                          |
| 14.                           | Hora, Auxo                    | 2:28                          |
| 15.                           | Water Memory                  | 2:17                          |
| 16.                           | Rainy Steps                   | 3:19                          |
| 17.                           | Marginalia Song               | 3:32                          |
| 18.                           | Hora, Carpo                   | 2:19                          |
| 19.                           | Katabasis                     | 3:26                          |
| 20.                           | Trans Train                   | 1:16                          |
| 21.                           | Of Angels                     | 5:39                          |
| 22.                           | Future Nursery                | 2:38                          |
| 总时长：                      | 总时长：                      | 49:49                         |

## 主題和解讀
細田守從女兒出生後，兒子因為妹妹誕生所產生的心理變化，獲得靈感製作關於孩子學習家族歷史、還有通過學習歷史學會如何愛他的妹妹的故事。日本動畫評論者兼明治大學研究所特任教授冰川龍介分析細田守從《跳躍吧！時空少女》至《龍與雀斑公主》為止的作品，指出這些作品普遍存在著神話故事可以理解的普遍性、來往於兩個世界之間的冒險元素，還有如何切入主角當今面臨的議題。冰川龍介撰文解析道，《未來的未來》裡的4歲主角感受到壓力時，會飛離現實世界前往原所在處以外的地方，其中過去和未來是血脈相連的，但「因果鏈」卻是通過物理上看不見的東西出現的，一旦幼兒成長至5歲，將會被「文字統治的世界」所主宰，所以必定會有僅有4歲幼兒才能理解的世界存在，而電影終幕裡主角歸來的劇情，可窺探出本片的精髓在於成長必經的成人禮，也與神話中的英雄旅程有關聯。
日本動畫評論家藤津亮太則指出，《未來的未來》其實是描述一個嬰兒脫離嬰兒期，確立自己的定位後，邁出童年時期迎向自己的人生的故事。藤津亮太解析道，幼兒在4歲時隨著大腦發育，可以理解過去、現在、未來，能夠區分自己與他人，甚至會撒謊，在發展的同時不僅對孩子構成了壓力，還會以叛逆期的形式呈現，電影裡則經由五段神秘體驗，讓小訓建立自我。他指稱，第一段劇情的小訓尚未建立自我觀念，其與變成人型、家裡飼養的狗小悠互動期間，拔下後者尾巴插在自己身上的舉動，與第二段和來自未來的未來相遇時玩的搔癢遊戲，正面描繪兒童在分化為性欲形式之前的情欲；第二段劇情則讓觀眾理解未來的身份；第三段劇情小訓將房間弄亂被母親訓斥、穿越至過去和兒時的母親玩耍後，兒時的母親對母親感到不滿，顯示小訓的同情與親子之間從過去至未來持續重複的互動模式；第四段劇情小訓在學習騎乘卸除輔助輪的腳踏車時遭遇挫折，遇見年輕人（小訓的曾外祖父）帶他騎乘摩托車和馬匹，建議小訓害怕時向前看，讓小訓學會騎乘腳踏車，當中腳踏車不僅象徵著兒童的獨立和更大的活動範圍、小訓和曾外祖父的聯繫點，還有微小的變化影響他的成年和未來；最終段劇情小訓遇見正處於青春期的未來的自己、在東京車站迷路時喊出自己是未來的兄長，才被未來的未來救出車站，描繪了建立自我的時刻。藤津亮太總結道，兩人最終返回小訓所在時間線時穿越、由不同對象的感情和生活組成的大樹，描繪了在各種生命的偶然交會處誕生的「結點」就是人，並呈現大幅的「生命」鳥瞰圖，稱四歲和青春期同樣是確定自我的年齡。

## 宣傳與發行
地圖工作室為宣傳本片，透過SCRAP公司贊助於東京歌舞伎町常設娛樂場所「東京神秘馬戲團（日语：東京ミステリーサーカス）」舉辦為期一個月的解謎密室逃脫行動。2018年7月13日至9月17日，與觀賞魚設備生產公司Aqua Design Amano合作，打造寬度7公尺、以作品裡熱帶魚（阿氏霓虹脂鯉）群游的場景和水生植物作為印象概念的水槽場景，於墨田水族館舉辦「未來的未來 × 墨田水族館，一個小世界裡的偉大生活的故事」限期展覽。

### 票房
本片於2018年7月20日在日本上映，在日本國內的總票房為28.8億，為地圖工作室自2011年創始以來最低的票房成績。2018年8月17日在台灣上映。根據Box Office Mojo系統統計，本片在全球累計的總票房為28,756,961美元。

### 家庭媒體
2019年1月23日，《未來的未來》正式發行藍光光碟和DVD，藍光特別版除了本篇故事以外，增加收錄宣傳視頻合輯、活動視頻合輯、坎城影展相關環節、完整版的細田守採訪、演員專訪合輯（上白石萌歌、黑木華、星野源、麻生久美子）和完整版演員座談會、拜訪細田守的作品舞台富山縣上市町、星野源主持動畫電影工作室的幕後秘密單元、聯合影像集、還有細田守與演員的特別合輯《未來與我》。

### 電視播放和影音平台
2019年7月20日，《未來的未來》首度於《週五電影院！》首播，日本電視台為慶祝本作在該節目首映，連續兩週播映本作和《夏日大作戰》。首播收視率9.9%。
《未來的未來》後續發佈至Netflix。2022年12月，台灣區Netflix宣佈細田守的《跳躍吧！時空少女》、《夏日大作戰》、《未來的未來》從電影播放清單下架。

## 迴響

### 評價

#### 日本國內
《未來的未來》在日本國內的評價不高，細田守自製作長篇動畫電影出道以來穩定增加的作品票房成績，在本作大幅下降，日本大眾對該片的評價也呈現兩極化。截至2024年7月，本片在日本超過100個評論的電影評分網站上，分別在映画.com、Filmarks、日本雅虎分別取得2.4（滿分5分）、3分（滿分5分）、3.4分（滿分5分）。這同時也是細田守在映画.com和Filmarks創下歷年作品的最低分紀錄。
日本動畫師安田周平在日本電影評論網站「Real Sound」撰文指稱，許多觀眾是抱持觀看「冒險題材的家庭電影」的心態前去觀影，但是正因為電影內容將细田守筆下的角色推向了前所未有的前沿，造成電影內容和觀眾的期望相去甚遠。《IGN》日本分部的葛西祝給本片8.7分（滿分10分）的「優秀（Great）」評價，寫道，在日本動畫所描繪的「家與家庭」中，孩子們通常適度地和家庭保持距離，但受到成人的保護，保持着自尊，但是《未來的未來》主角仍是蹣跚學步的小孩，仍須從父母感受到「他所認為的自尊」，加著老舊的情節、主角理解家庭血缘歷史的「家與家庭」舊式觀念，造成沒有提出批评的人雖然可以肯定主题，但會產生負面情緒。日本導演是枝裕和在坎城影展觀看本片後，評論道：「如果我要製作一部動畫電影，它可能看起來像《未來的未來》。」 。日本動畫評論家藤津亮太則稱讚本片通過縮小時間、空間和人物來描寫自我確立的情況的極簡主義敘事風格非常出色，表示這是一部很難找到同類例子的電影，類似於童書作家松谷美代子著作的《桃與茜》系列。
日本影劇媒體網站「ciatr」編者Qtama1125在整理觀眾意見的評析文章裡，指稱本作是細田守與奧寺佐渡子結束合作關係後，細田守首部獨立創作劇本的作品，但由於奧寺佐渡子的缺席，不但造成刻劃白日夢世界的複雜場景變化和時間跳躍是在沒有上下鋪墊的情況下完成的，連劇裡解釋語氣的台詞也有所增加，加著電影裡真實呈現家庭裡主角與兄弟姊妹的正反面互動無法讓人完全共情、細田守選擇讓女演員詮釋4歲男孩的聲音，才導致觀眾對電影的看法不如先前的作品積極。曾陸續擔任沖繩國際電影節日本審查員、影評網站CINEMAS+編者的日本影評人Che bunbun在個人影評網站給予本片95分的評價，稱《未來的未來》帶有和史丹利·庫柏力克編導的《大開眼戒》相同的情色元素，兩部作品的特點在於對夢境的描繪都非常模糊，觀眾透過主角的視角觀看電影，被接連的發生的神秘現象所吸引，小訓拿狗尾巴插在臀部上、經歷來自未來的未來用「蜜蜂遊戲」的懲罰遊戲後的清醒，讓電影帶有情慾的味道且不適合帶孩子觀賞。2022年7月，日本電子媒體網站「日语：」刊載《龍與雀斑公主》的分析文章中，指出細田守雖然在《狼的孩子雨和雪》和《未來的未來》使用幻想来描繪現實世界的主題，但也出現幻想不能解決的問題，其中《狼的孩子雨和雪》產下半狼半人混血兒的單親母親因為不想依賴他人，拒絕接受正常孩子應有的福利，造成他人懷疑孩子遭受虐待，而《未來的未來》遭受公眾批評的其一原因，是劇中主角住家的樓梯設計對幼兒而言過於危險，也可能涉及虐待。
相較於日本，《未來的未來》則在海外地區獲得較正面的評價，海外媒體和影評家讚譽本片的動畫細膩視角和描寫。另一方面，也有評論指出，在家庭將擺脫以往傳統的聯繫模式，轉向較鬆散的聯繫方式轉變、同時確認家庭關係並不是通過血緣關係自動建立，而是需要相互理解和妥協的全球趨勢下，這部作品強調血緣關係的情節的堅持點，可能會給觀眾一種有些老舊的印象。日本動畫評論者兼明治大學研究所特任教授冰川龍介稱娛樂電影框架的目標是「只有透過動畫表達才能達到的境界」，藝術性和娛樂性之間存在著平衡，而《未來的未來》和次作《龍與雀斑公主》的電影主題超越了語言和文化的差異，對全人類具有普遍性，加上日本國內對於電影的評價，主要取決於社群網路的評論和票房表現，《未來的未來》被認為是「育兒動畫」、「家譜」這類的題材，才會產生這般現象。

#### 海外地區
本片在第71屆坎城影展進行國際首映後，現場觀眾起立鼓掌長達6分鐘。在爛番茄根據85條評論，獲得91%的新鮮度，平均得分7.5／10，共識評價寫道：「《未來的未來》通過一個令人驚訝且深刻影響的深度和情感共鳴的故事，強調動畫的單純、多彩與溫暖。」。在Metacritic上，電影根據18條評論（16條好評，2條褒貶不一），獲得了81分。彼得·崔維斯在《滾石雜誌》給予4.5顆星（滿分5顆星）的評比分數，稱這部電影看似是細田守的作品裡最小格局的電影，但有一種違背其傳統基礎的情感共鳴。《紐約時報》的比奇·埃比裡（英語：Bilge Ebiri） 稱讚了這部電影，稱細田「將情感時刻置於冗長的故事機制之上」《綜藝》的彼德·德布魯格（英語：Peter Debruge）撰文稱本片可能是一部相較細田守先前的作品「更溫和且更生澀的電影」，但它是「以無害的家庭娛樂形式，呈現一位真正的導演的作品」，形容本片感覺像是他迄今為止「最私人的電影」。《洛杉磯時報》的肯尼斯·圖蘭（Kenneth Turan）寫道：「日本動畫電影大師細田守的新家庭電影正式上映，但是本作與你所想像的截然不同。他的作品看似大眾取向，但事實並非如此。並不是說他的電影適合所有年齡段的人，儘管大多數情況下都適合。甚至家庭單位也不是他作品的核心，儘管它是。更確切地說，細田的電影在家庭電影的範圍內擴展了風格和內容的界限。」 。
不過也有部分媒體和影評家批評劇中的設定，《紐約郵報》的莎拉·史都華（英語：Sara Stewart）批評部分劇中角色被描繪成「過時的性別角色」，特指小訓的父親表現為「笨手笨腳的照顧者」，她亦稱小訓的暴躁脾氣讓人有些難以忍受 。西門·阿布拉姆斯（英語：Simon Abrams）亦在電影網站「RogerEbert.com」撰文指稱這部電影的白日夢橋段，根本不像是一個真正的孩子會想像的模樣，更進一步寫道：「即便是電影的總體主題：孩子們在學會如何控制自己的情緒之前可能會不知所措——這也僅是暗示，從未經過深思熟慮的表達。」。2022年2月，漫畫書資源網的阿萊塔（英語：Aletta）在文章中寫道，本片大多數的負面評論和小訓的個性有關，而且不適合對兒童滑稽動作容忍度低的族群，將本片列為「10個評論家欣賞，但是觀眾討厭的日本動畫電影」名單第4名。
2020年12月，《時代雜誌》列出50部在串流媒體撥放適合闔家觀賞的電影（英語：Family Movies）佳片，本片榜上有名。2022年4月，《Paste》評選前100名不限年份的最佳日本動畫電影，《未來的未來》排名第32名。

### 榮譽和獎項
| 年份   | 奖项                                    | 类别                          | 提名者或獲獎者                           | 结果 |
| ------ | --------------------------------------- | ----------------------------- | ---------------------------------------- | ---- |
| 2018年 | 第40屆安錫國際動畫影展                  | 最佳動畫長片獎（水晶獎）      | 《未來的未來》                           | 提名 |
| 2018年 | 第18屆漢堡電影節                        | 最佳電影獎                    | 《未來的未來》                           | 提名 |
| 2018年 | 第51屆錫切斯影展                        | 最佳動畫長片獎                | 《未來的未來》                           | 獲獎 |
| 2018年 | 第47屆蒙特婁新影展                      | 民眾票選獎                    | 《未來的未來》                           | 提名 |
| 2018年 | 第12屆亞洲太平洋電影獎                  | 最佳動畫電影                  | 《未來的未來》                           | 提名 |
| 2018年 | 第23屆佛羅里達影評人協會                | 最佳動畫電影                  | 《未來的未來》                           | 獲獎 |
| 2018年 | 第63屆瓦拉多利德國際影展                | 最佳電影獎                    | 《未來的未來》                           | 提名 |
| 2018年 | 蒂5屆鳳凰影評人協會                     | 最佳動畫長片獎                | 《未來的未來》                           | 提名 |
| 2018年 | 第1屆大西紐約影評人協會                 | 最佳動畫長片獎                | 《未來的未來》                           | 提名 |
| 2018年 | 第44屆洛杉磯影評人協會                  | 最佳動畫長片獎                | 《未來的未來》                           | 提名 |
| 2018年 | 第17屆華盛頓特區影評人協會              | 最佳動畫長片獎                | 《未來的未來》                           | 提名 |
| 2018年 | 第14屆女性影評人協會                    | 最佳動畫女性                  | 《未來的未來》                           | 提名 |
| 2019年 | 第14屆奧斯汀影評人協會                  | 最佳動畫長片獎                | 《未來的未來》                           | 提名 |
| 2019年 | 第20屆金預告獎                          | 電影最佳外國獨立預告片        | 《未來的未來》                           | 提名 |
| 2019年 | 第34屆瓜達拉哈拉電影節                  | 最佳動畫長片                  | 《未來的未來》                           | 獲獎 |
| 2019年 | 第23屆在線電視與電影協會                | 最佳動畫長片                  | 《未來的未來》                           | 提名 |
| 2019年 | 第13屆休士頓影評人協會                  | 最佳動畫長片獎                | 《未來的未來》                           | 提名 |
| 2019年 | 第8屆喬治亞影評人協會                   | 最佳動畫長片獎                | 《未來的未來》                           | 提名 |
| 2019年 | Awards Circuit Community Awards         | 最佳動畫電影                  | 《未來的未來》                           | 提名 |
| 2019年 | 第9屆埃特納漫畫國際影展                 | 最佳動畫電影                  | 《未來的未來》                           | 提名 |
| 2019年 | 第9屆埃特納漫畫國際影展                 | 最佳高社會影響娛樂獎          | 《未來的未來》                           | 提名 |
| 2019年 | 第9屆埃特納漫畫國際影展                 | 最佳獨立製作獎                | 《未來的未來》                           | 提名 |
| 2019年 | 第9屆埃特納漫畫國際影展                 | 最佳原創劇本獎                | 《未來的未來》                           | 提名 |
| 2019年 | 第1屆拉丁裔娛樂記者協會 (LEJA)          | 最佳動畫長片獎                | 《未來的未來》                           | 提名 |
| 2019年 | 第76屆金球獎                            | 最佳動畫長片獎                | 《未來的未來》                           | 提名 |
| 2019年 | 第46屆安妮獎                            | 安妮獎最佳動畫片獎 (獨立製作) | 齊藤優一郎、伊藤卓哉、足立雄一、川村元氣 | 獲獎 |
| 2019年 | 第46屆安妮獎                            | 最佳動畫長片寫作獎            | 細田守、史蒂芬妮·謝 (英語版)             | 提名 |
| 2019年 | 第24屆評論家選擇電影獎                  | 最佳動畫長片獎                | 《未來的未來》                           | 提名 |
| 2019年 | 第3屆Crunchyroll動畫獎                  | 最佳影片獎                    | 《未來的未來》                           | 提名 |
| 2019年 | 第22屆日本新媒體動漫藝術節動畫部門      | 審査委員會推薦作品            | 《未來的未來》                           | 獲獎 |
| 2019年 | 第76屆金球獎                            | 最佳動畫長片獎                | 《未來的未來》                           | 提名 |
| 2019年 | 第42屆日本電影學院獎                    | 日本電影學院獎最佳動畫片獎    | 《未來的未來》                           | 獲獎 |
| 2019年 | 第23屆衛星獎                            | 最佳動畫或綜合媒體長片獎      | 《未來的未來》                           | 提名 |
| 2019年 | 第91屆奧斯卡金像獎                      | 最佳動畫片獎                  | 《未來的未來》                           | 提名 |
| 2019年 | 斯圖加特國際動畫電影節                  | 最佳動畫長片獎                | 《未來的未來》                           | 獲獎 |
| 2019年 | 第17屆國際線上影業獎                    | 最佳動畫電影                  | 《未來的未來》                           | 提名 |
| 2019年 | 第16屆國際電影愛好者協會獎              | 最佳動畫電影                  | 《未來的未來》                           | 獲獎 |
| 2020年 | 第6屆動畫趨勢獎（Anime Trending Award） | 年度動畫電影獎                | 《未來的未來》                           | 提名 |

## 現實影響和後續餘波
電影獲得多項獎項提名後，促成了細田守和迪士尼角色設計師兼動畫師金相鎮在次作《龍與雀斑公主》合作的契機，細田守和地圖工作室製片人兼CEO齋藤優一郎在2021年接受媒體採訪期間，細田守稱道：「有段時間，因為《未來的未來》入圍奧斯卡金像獎、金球獎、安妮獎等獎項，我經常去洛杉磯。幾次見面就意氣相投，說『總有一天想一起合作』。 我想我絕對不會將這個當成是社交辭令的。雖然是獎項，但是感覺是獎項，我想不僅僅是獲獎的理由吧。獲獎當然是光榮的事情。 但是，比起這個，我更深刻地感受到了通過獎項，與至今為止沒有遇到的人相遇，成為一起創造某些事物的機會的美妙。」。齋藤優一郎則回應電影發行後的感言，談道：「《未來的未來》是一部發自內心地認為能製作出來真是太好了的作品。從構思階段開始，我就非常想製作它，堅信它會是一部傑作。我強烈地感覺到，這是改變細田守電影導演階段的作品。然而，我在製作《龍與雀斑公主》時的感受是，《未來的未來》是改變階段的契機作品。而且我認為《龍與雀斑公主》才能給作為導演的細田守帶來巨大的變化」。

## 週邊商品

### 小說
細田守執筆的小說共分成三種版本，分別由角川文庫、角川つばさ文庫、角川Sneaker文庫發行。
- 細田守『未来的未來』（2018年6月15日發行、角川文庫）
- 細田守『未来的未來』（2018年6月30日發行、角川つばさ文庫）- 插圖：染谷みのる
- 細田守『未来的未來』（2018年7月1日發行、角川Sneaker文庫）- 封面・Kuchi-e（英语：Kuchi-e）・本文插圖：U35

### 繪本
與本作關聯的繪本共分成四個類別。
- 『オニババ対ヒゲ』（鬼婆婆與鬍子的對決）

原作者tupera tupera（ツペラ ツペラ）、細田守，由龜山達矢、中川敦子夫婦組成的作家組合和細田為電影製作的劇中繪本。
- 『ミライちゃん、すきくないの』（不喜歡未來）

原作細田守、繪圖為青山浩行、にわかな撰文，以電影的故事和作畫導演青山浩行的角色草圖為基礎，作為繪本構成的作品。
- 『角川アニメ絵本 未来のミライ』（角川動漫繪本 未來的未來）

原作細田守，由《跳躍吧！時空少女》系列化的動畫繪本。
- 『くんちゃんのでんしゃノート』（小訓的電車筆記本）

原作細田守，為面向同樣喜歡電車的兒童們的繪本。

## 外部連結
- 官方网站 （日語）
- 未來的未來的X（前Twitter）
- 開眼電影網上《未來的未來》的資料（繁體中文）
- Yahoo奇摩電影上《未來的未來》的資料（繁體中文）
- 雅虎香港電影上《未來的未來》的資料（繁體中文）
- 豆瓣电影上《未來的未來》的資料 （简体中文）
- 时光网上《未來的未來》的資料（简体中文）
- 爛番茄上《未來的未來》的資料（英文）
- 互联网电影数据库（IMDb）上《未來的未來》的资料（英文）
- AllMovie上《未來的未來》的资料（英文）
- Box Office Mojo上《未來的未來》的資料（英文）
- Metacritic上《未來的未來》的資料（英文）